# Okręg wyborczy Norwood
Okręg wyborczy Norwood powstał w 1885 r. i wysyłał do brytyjskiej Izby Gmin jednego deputowanego. Okręg położony był w południowym Londynie. Został zlikwidowany w 1997 r.

## Deputowani do brytyjskiej Izby Gmin z okręgu Norwood
- 1885–1892: Thomas Bristowe
- 1892–1906: Ernest Tritton, Partia Konserwatywna
- 1906–1910: George Bowles
- 1910–1922: Harry Samuel, Partia Konserwatywna
- 1922–1935: Walter Greaves-Lord, Partia Konserwatywna
- 1935–1945: Duncan Sandys, Partia Konserwatywna
- 1945–1950: Ronald Chamberlain, Partia Pracy
- 1950–1966: John Smyth, Partia Konserwatywna
- 1966–1997: John Fraser, Partia Pracy